# Istočni Drvar
Istočni Drvar (en serbe cyrillique : Источни Дрвар) est une municipalité de Bosnie-Herzégovine située dans la république serbe de Bosnie. Selon les premiers résultats du recensement bosnien de 2013, elle compte 109 habitants.
Le village de Potoci est le siège de la municipalité.

## Géographie
La municipalité d'Istočni Drvar est située dans une région densément boisée, entre les municipalités de Petrovac au nord-ouest, de Ribnik à l'est et de Drvar au sud. L'altitude y est comprise entre 900 et 1 400 m. Les monts Klekovača s'étendent au sud de la municipalité et ceux de Srnetica au nord.

## Histoire
La municipalité, autrefois connue sous le nom de Srpski Drvar (Српски Дрвар), a été créée après la guerre de Bosnie, sur l'ancienne municipalité de Drvar. L'autre partie de Drvar est aujourd'hui située dans la fédération de Bosnie-et-Herzégovine.

## Localités de la municipalité d'Istočni Drvar

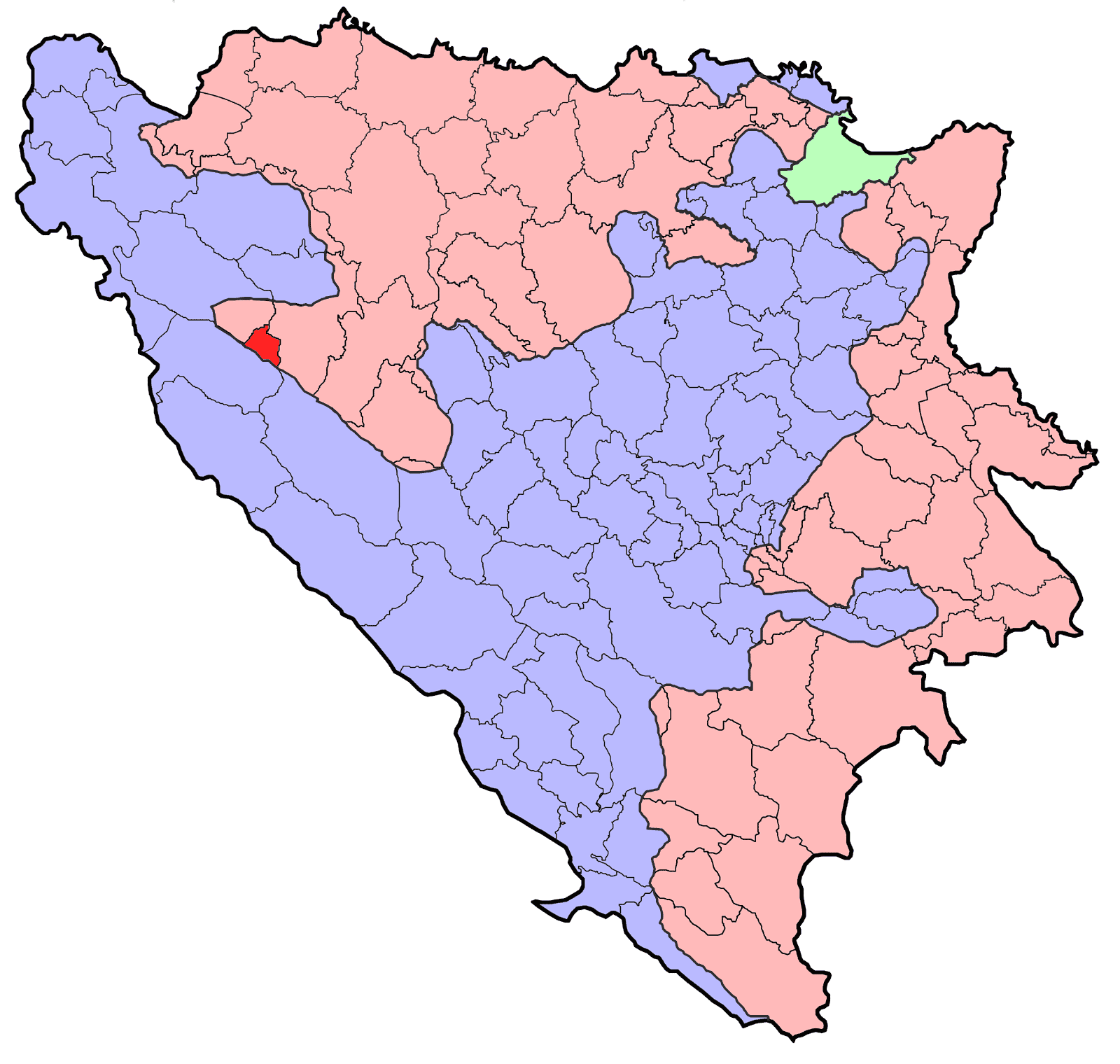
Localisation de la municipalité d'Istočni Drvar en Bosnie-Herzégovine

Outre Potoci, la municipalité comprend les villages de Srnetica et d'Uvala.

### Politique
Aux élections locales de 2012, les 11 sièges de l'assemblée municipale se répartissaient de la manière suivante :
| Parti                                               | Sièges |
| --------------------------------------------------- | ------ |
| Alliance des sociaux-démocrates indépendants (SNSD) | 5      |
| ZSD                                                 | 2      |
| Parti démocratique national (NDS)                   | 1      |
| Alliance démocratique nationale (DNS)               | 1      |
| Parti socialiste (SP)                               | 1      |
| Parti du progrès démocratique (PDP)                 | 1      |

Dragan Lukač, membre de l'Alliance des sociaux-démocrates indépendants (SNSD), a été élu maire de la municipalité.